# 2047 Сметана
2047 Сме́тана (2047 Smetana) — астероїд головного поясу, відкритий 26 жовтня 1971 року чехословацьким астрономом Любошем Когоутеком. Названо на честь чеського композитора Бедржіха Сме́тани.
Тіссеранів параметр щодо Юпітера — 3,865.